# Осада Глухова
Осада Глухова — военная операция русско-польской войны 1654—1667 годов, ставшая поворотной точкой в Московском походе войска короля Речи Посполитой Яна II Казимира зимой 1663—1664 годов. Крупное польско-казацко-крымское войско численностью около 40 тысяч человек осадило северский город Глухов, обороняемый верными царю левобережными казаками во главе с полковником Василием Дворецким. Безуспешная трёхнедельная осада окончилась отступлением королевских войск ввиду приближавшихся царских полков. Осада и последующий отвод войск в сторону Литвы в условиях зимы, когда они подвергались нападениям русских войск, стали одним из самых тяжёлых поражений Речи Посполитой за весь период войны.

## Предыстория
В ноябре 1663 года король Ян II Казимир, правобережный гетман Павел Тетеря и крымские татары 50-тысячным объединённым войском начали вторжение на Левобережную Украину. Ожидалось, что оно дойдёт до Брянска и соединится близ него с 20-тысячным литовским войском, выступившим из Великого княжества Литовского. В совокупности это было самое многочисленное и мощное войско, которое собирала Речь Посполитая за все годы войны, и которое, как считали польские полководцы, без особого труда дойдёт до самой Москвы.
Не имея достаточных сил для отражения наступления, князь Григорий Ромодановский и гетман Иван Брюховецкий отступили к Сумам. Войска Яна II Казимира обходили крупные города с сильными русскими гарнизонами (Киев, Переяслав, Чернигов, Нежин, Батурин), рассчитывая, что оказавшись в глубоком тылу, они сдадутся сами. Практически беспрепятственно продвигаясь по территории Левобережной Гетманщины, войска Яна Казимира брали слабо защищённые города и в январе 1664 года осадили Глухов, который обороняли казаки киевского полковника Василия Дворецкого. Вопреки сложившемуся историографическому мифу, возникшему из неверной атрибуции оборонявшихся в мемуарах французского герцога Антуана де Грамона и ложных выводов историка Николая Костомарова, в гарнизоне Глухова отсутствовали царские войска.

## Осада
Осадив город, шляхта предавалась безудержному кутежу. Французский посланник и офицер польского короля герцог Антуан де Грамон, так описывал эти дни: «…мы были приглашены на обед к генералу армии, господину Чарнецкому, на котором гости проявили не большую воздержность, чем за ужином накануне. Я даже припоминаю, что после обеда гарцовали верхами по льду, на расстоянии пистолетного выстрела от осажденного города, при чём не обошлось и без стрельбы из мушкетов. Впрочем, никто не был ранен, и вакханалия закончилась благополучно и весело.»

### Первый штурм

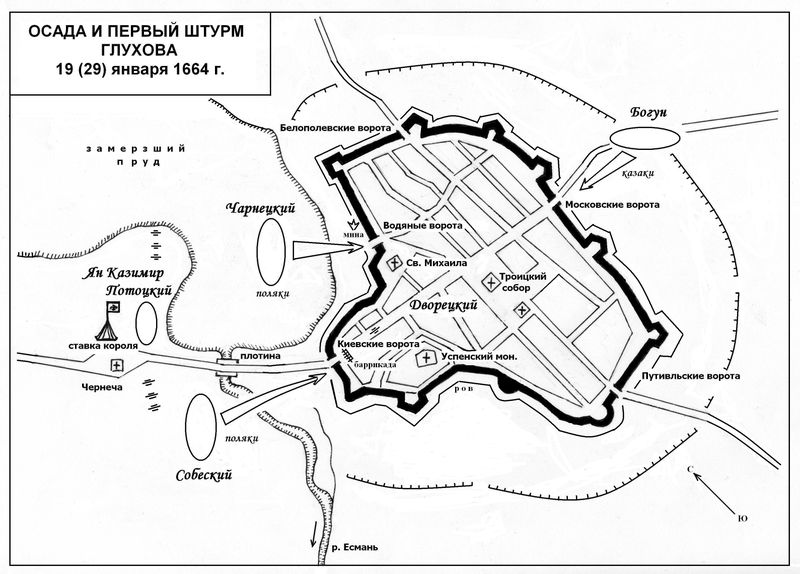
Схема осады и первого штурма Глухова

Через два дня после этого события король приказал штурмовать город «ввиду того, что осада не имевшего никакого значения города затянулась». 29 января, пробив с помощью артиллерии и заложенной мины несколько брешей в стенах, великий коронный хорунжий Ян Собеский (в будущем король Речи Посполитой, отразивший турок под Веной) лично повёл войска на штурм. Однако эффект от мины, по воспоминаниям ряда участников осады, был ограниченным. Преодолевая сильный огонь гарнизона, польские войска, прорвавшись в город и успев уже водрузить над стенами свои знамёна, попали в засаду. Прикрывшись за воздвигнутыми баррикадами, гарнизон открыл по наступающему противнику кинжальный огонь из мушкетов и артиллерии. С тяжёлыми потерями, в том числе среди офицеров, польское войско было вынуждено отступить.
Герцог Грамон вспоминал: «…выдержав весьма сильный огонь, притом огонь людей, которые не трусят, …мы встретились с прекрасною баррикадою, с заряженной картечью пушкой, которая била вдоль насыпи, а мушкетный огонь был так ужасен и так верно направлен, что … были убиты на месте 500 человек, а остальные настолько потеряли боеспособность, что нужно было помышлять об отступлении… Брешь… была очень неровная, обороняемая двумя тысячами царских драгун, совершавших чудеса храбрости… Я не думаю, чтобы когда-либо войска показали столько образцов доблести, как поляки в этот день в их способах атаки и московиты в своей прекрасной обороне.»
Известно, что крымские татары в штурме не участвовали. Несколько тысяч правобережных казаков под началом знаменитого полковника времён Хмельниччины Ивана Богуна, стоявшие против Московских ворот, от штурма по мере возможности уклонялись.

### Между штурмами
Из свидетельств ряда участников осады следует, что в Глухове имел место заговор нескольких десятков оборонявшихся, польстившихся на письма от короля. Заговорщиками руководил некий Васка Умонец. Они едва не выдали королю коменданта Дворецкого и не сдали город, однако заговор был вовремя раскрыт.
В то же время путивльский воевода Пётр Васильевич Шереметев посылал небольшие летучие отряды к Глухову, которые неожиданно нападали на осаждавших и брали языков. Сообщается, что во время «стояния под Глуховом» королевское войско стало испытывать большие трудности с добыванием продовольствия, люди и кони начали голодать и войско ослабло.

### Второй штурм
29 января (8 февраля) король приказал повторить штурм. На сей раз в осадном войске уже присутствовали литовские полки Якуба Ясперса и Христиана Людвига Калькштейна, успевшие присоединиться к Яну II Казимиру. Штурм сопровождался закладкой польскими инженерами под оборонительные сооружения трёх пороховых зарядов, которые, однако, взорвались тогда, когда польские жолнеры находились на валу, нанеся урон нападающим. Польско-литовским войскам снова удалось прорваться в крепость, но гарнизон, предприняв контратаку, выбил неприятеля из крепости. В целом штурм длился три часа.

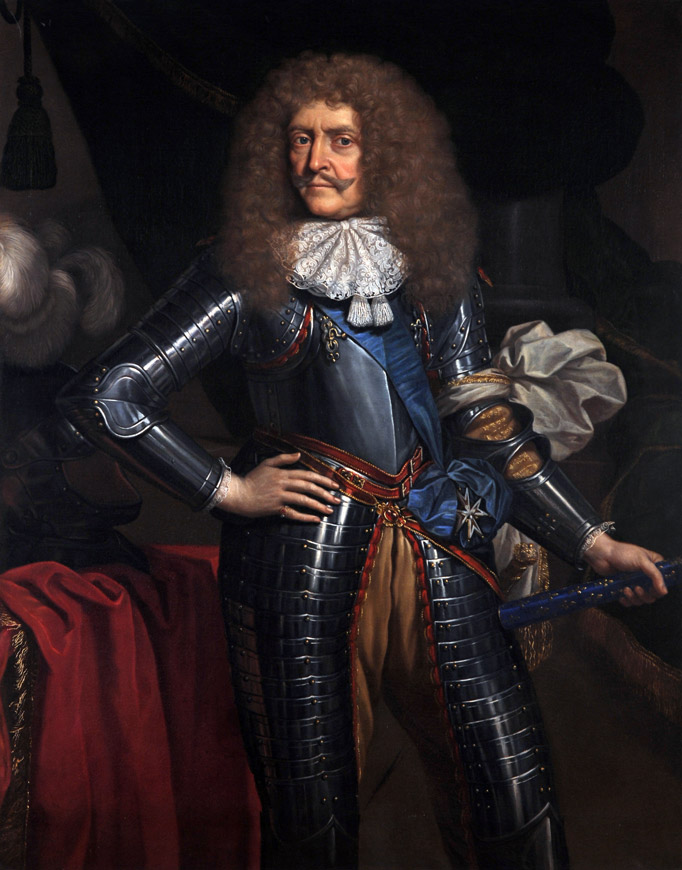
Герцог Антуан де Грамон граф де Гиш

Грамон писал: «Ко краю рва были выдвинуты две батареи, одна из двенадцати пушек, другая из шести. На восьмой день, в шесть часов утра, по данному сигналу, были взорваны две мины, и все назначенные полки, поддерживаемые целою кавалерией, ворвались с величайшей отвагой в обе бреши. Уже некоторое число поляков и немецких офицеров вошло в город, отрубив головы всем защитникам брешей, и наши знамёна подняты на вершине, — и мы одно время с полным основанием были уверены, что дело кончено. Но вскоре мы испытали обратное. Губернатор, бывший человеком, пользовавшимся выдающеюся репутацией среди московитов, явившись со всем своим гарнизоном, в один момент отбросил вошедших в город людей и опрокинул их с высоты пролома вниз, а затем, с трудно передаваемою стойкостью овладев брешью, открыл по нашим людям такой убийственный огонь и перебил их такое количество, что пришлось податься и уступить превосходству неприятельского огня, не прекращавшегося нисколько, несмотря на наши восемнадцать пушек, стрелявших беспрерывно по брешам.»
В письме немецкого подполковника Иоганна Магнуса фон Орхапа обнаруживается свидетельство того, что отряды Богуна не желали воевать. Гетман Станислав Потоцкий видел в пассивности казаков причину неудачи штурма, поскольку все защитники крепости смогли сосредоточиться на противодействии польским частям. Хронист Иоаким Ерлич прямо обвинял правобережных украинских казаков под началом Богуна в измене. По его словам, гарнизон Глухова получал от Богуна сообщения о планах королевских войск и даже несколько сотен казаков для обороны.

## Отвод польско-литовского войска и последствия
В это время князь Григорий Григорьевич Ромодановский, закончив сборы своего войска, выдвинулся в сторону Глухова. Одновременно против польских властей восстали левобережные города, которые ещё недавно без боя сдавались на милость короля, запылала Правобережная Украина. В Литве князь Хованский рейдом своего полка сковал войска гетмана Михаила Казимира Паца, которые выдвинулись уже на помощь королю.
Не желая встречаться с войском Ромодановского, король Ян Казимир снял осаду с города. Преследуемое русскими войсками польское войско отступило в сторону Севска на соединение с литовским войском. Ввиду сильного гарнизона Севска, обладавшего мощной артиллерией, объединённое войско не стало осаждать этот город и отступило в сторону Новгорода-Северского.
«Отступление это длилось две недели, и мы думали, что погибнем все. Сам король спасся с большим трудом. Наступил такой большой голод, что в течение двух дней я видел, как не было хлеба на столе у короля. Было потеряно 40 тысяч коней, вся кавалерия и весь обоз, и без преувеличения три четверти армии. В истории истекших веков нет ничего, что можно было бы сравнить с состоянием такого разгрома», вспоминал Грамон.
При переправе через Десну поляки потерпели поражение от войска Ромодановского (Пироговская битва). Близ Новгорода-Северского был расстрелян Иван Богун, которого обвинили в передаче гарнизону Глухова и войску Ромодановского секретных сведений о планах польского командования.
Оборона Глухова верными царю казаками Дворецкого сорвала планы польского командования по возвращению левобережной Украины под контроль Речи Посполитой. Она позволила русскому командованию мобилизовать все наличные вооружённые силы в условиях зимы и направить их навстречу противнику. Урон, понесённый польско-литовской армией, которая лишилась возможности наступательных действий, способствовал началу мирных переговоров и окончанию войны.
Как отмечает историк Игорь Бабулин, никто не принуждал горожан Глухова к сопротивлению польским войскам. Несмотря на отсутствие в городе русского гарнизона, казаки и мещане сознательно и мужественно обороняли свой город. Это, как и тайная и явная помощь казаков из королевского лагеря, являлось отражением общего настроения народных масс.